# Deutsches Ausschreibungsblatt
Das Deutsche Ausschreibungsblatt (kurz DAB, veraltet Bundes-Ausschreibungsblatt) ist ein Fachorgan für Ausschreibungen für Deutschland auf nationaler sowie EU-Ebene.
Während der öffentliche Sektor (Gemeinden, Landes-, Bundesbehörden, Krankenhäuser, Flughäfen u. a.), meist gesetzlich zur Ausschreibung von Aufträgen verpflichtet ist, nutzen mittlerweile auch zunehmend gewerbliche wie private Kunden die Möglichkeiten der Ausschreibung in der Hoffnung, ihre Kosten durch die Veröffentlichung von Verkaufs- und Verpachtungsangeboten zu minimieren.
Gegründet 1954 unter dem Namen Bundes-Ausschreibungsblatt, erscheint das DAB in einer Print- und Online-Ausgabe überregional zweimal wöchentlich mit aktuellen Dienstleistungs-, Bau- und Lieferausschreibungen nach VOB, VOL und VOF. Früher wurde die Zeitschrift dreimal wöchentlich herausgegeben. Herausgeber ist die Deutsches Ausschreibungsblatt GmbH (früher: Bundesausschreibungsblatt GmbH) mit Sitz in Düsseldorf.